# Perro de trineo

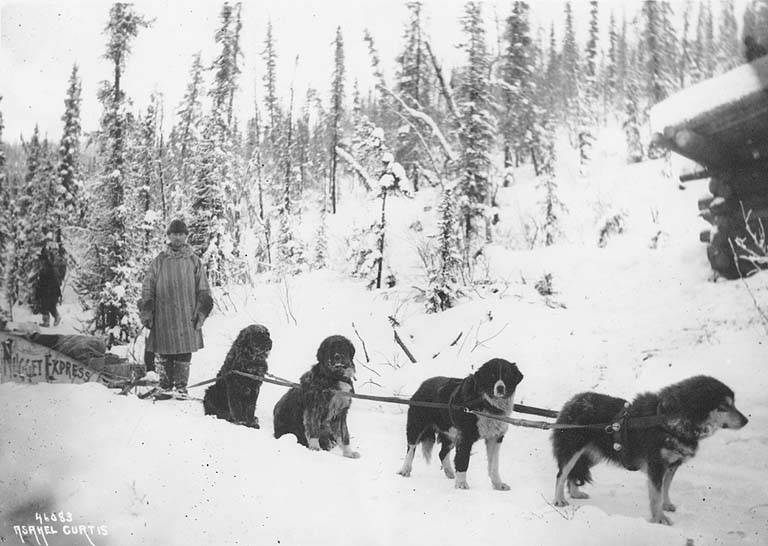
Perros de trineo, en 1898.

Un perro de trineo es un perro entrenado y utilizado para tirar de un vehículo terrestre con arnés, más comúnmente un trineo sobre la nieve.
Los perros de trineo se han utilizado en el Ártico durante al menos ocho mil años y, junto con las embarcaciones, eran el único medio de transporte en las zonas árticas hasta la introducción de camiones con semirremolque, motos de nieve y aviones en el siglo XX, transportando suministros en zonas inaccesibles. por otros métodos. Fueron utilizados con mayor o menor éxito en las exploraciones de ambos polos, así como durante la fiebre del oro en Alaska. Equipos de perros de trineo entregaron correo a comunidades rurales de Alaska, Yukon, los Territorios del Noroeste y Nunavut. Hoy en día, algunas comunidades rurales todavía utilizan perros de trineo, especialmente en zonas de Rusia, Canadá y Alaska, así como en gran parte de Groenlandia. Se utilizan con fines recreativos y eventos de carreras, como el Iditarod Trail y el Yukon Quest.

## Historia
Los perros de trineo se utilizan en países y regiones como Canadá, Groenlandia, Siberia, Rusia, Noruega, Suecia y Alaska.

### Rusia

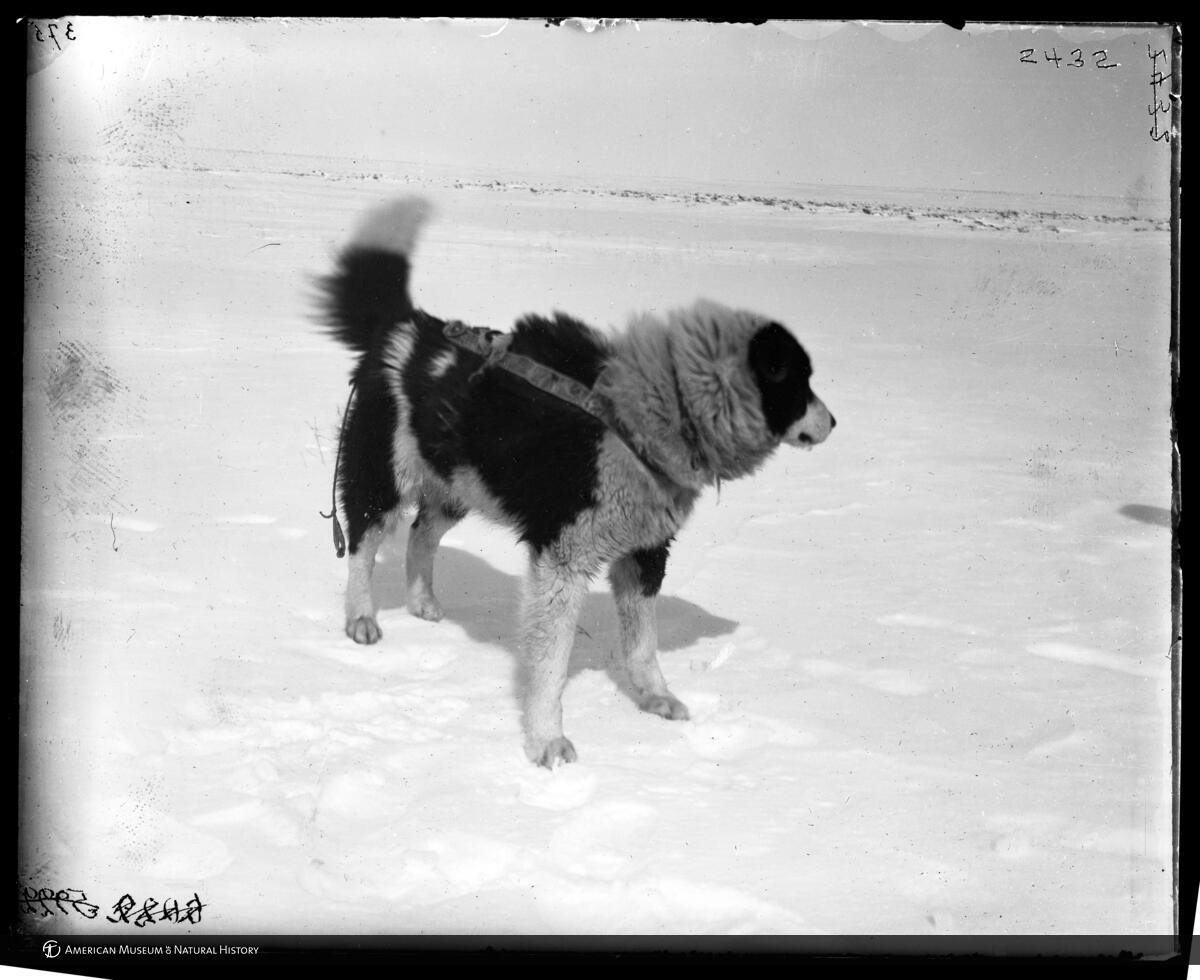
Perro de trineo con arnés durante la expedición Jesup en Siberia

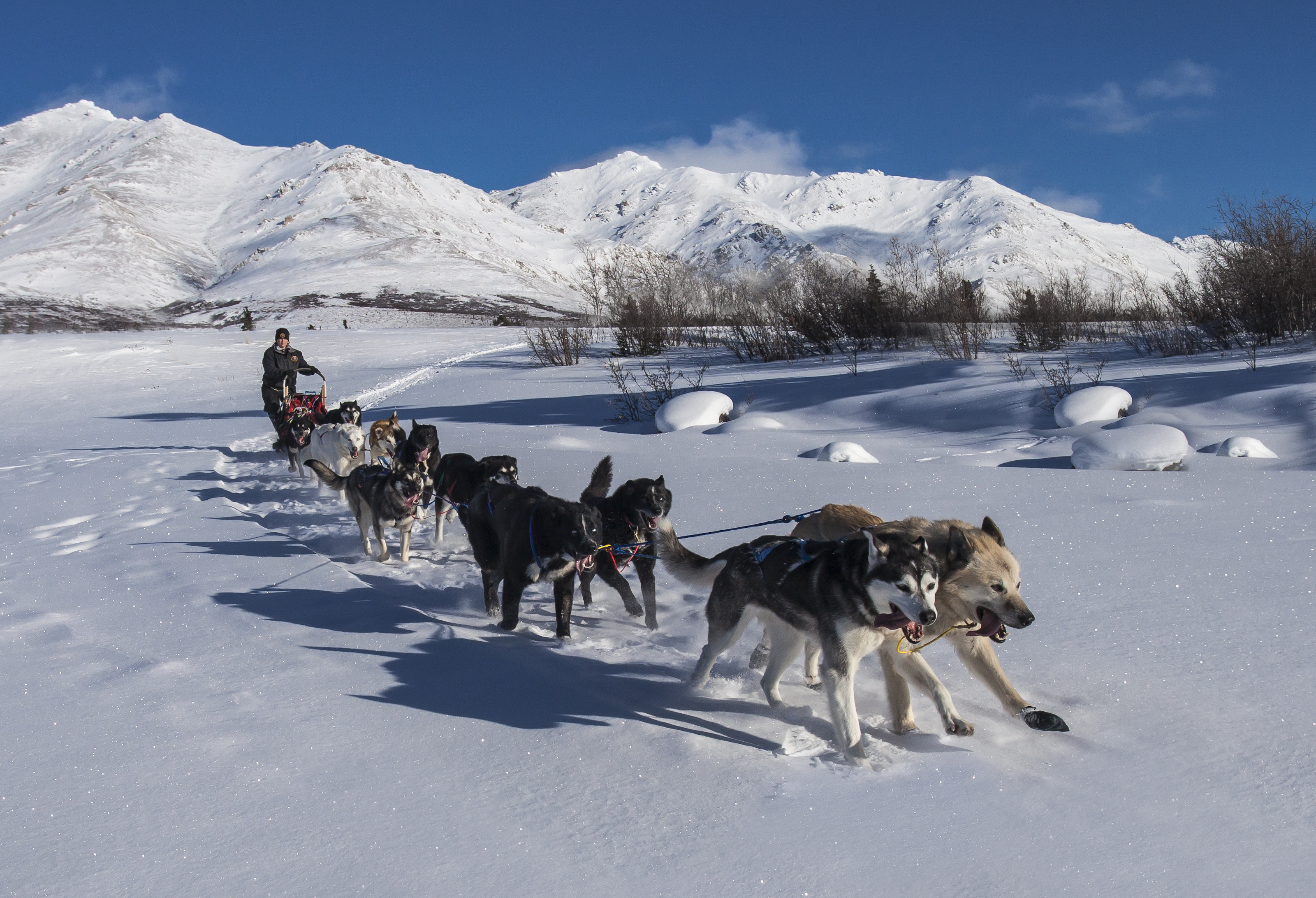
Un equipo de once perros de trineo en el Parque Nacional y Reserva Denali

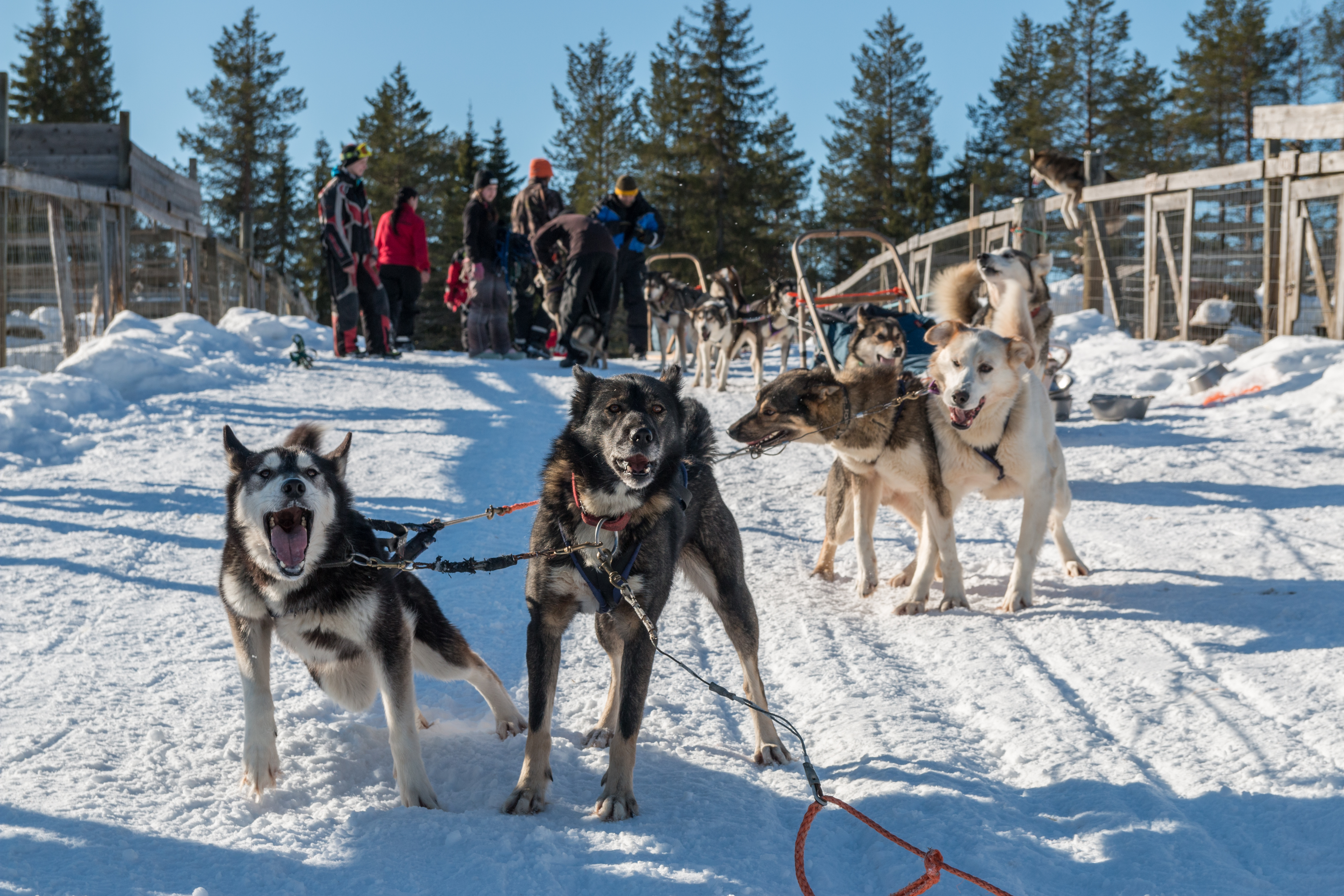
Huskies listos para montar en la granja de huskys en Kuusamo, Finlandia

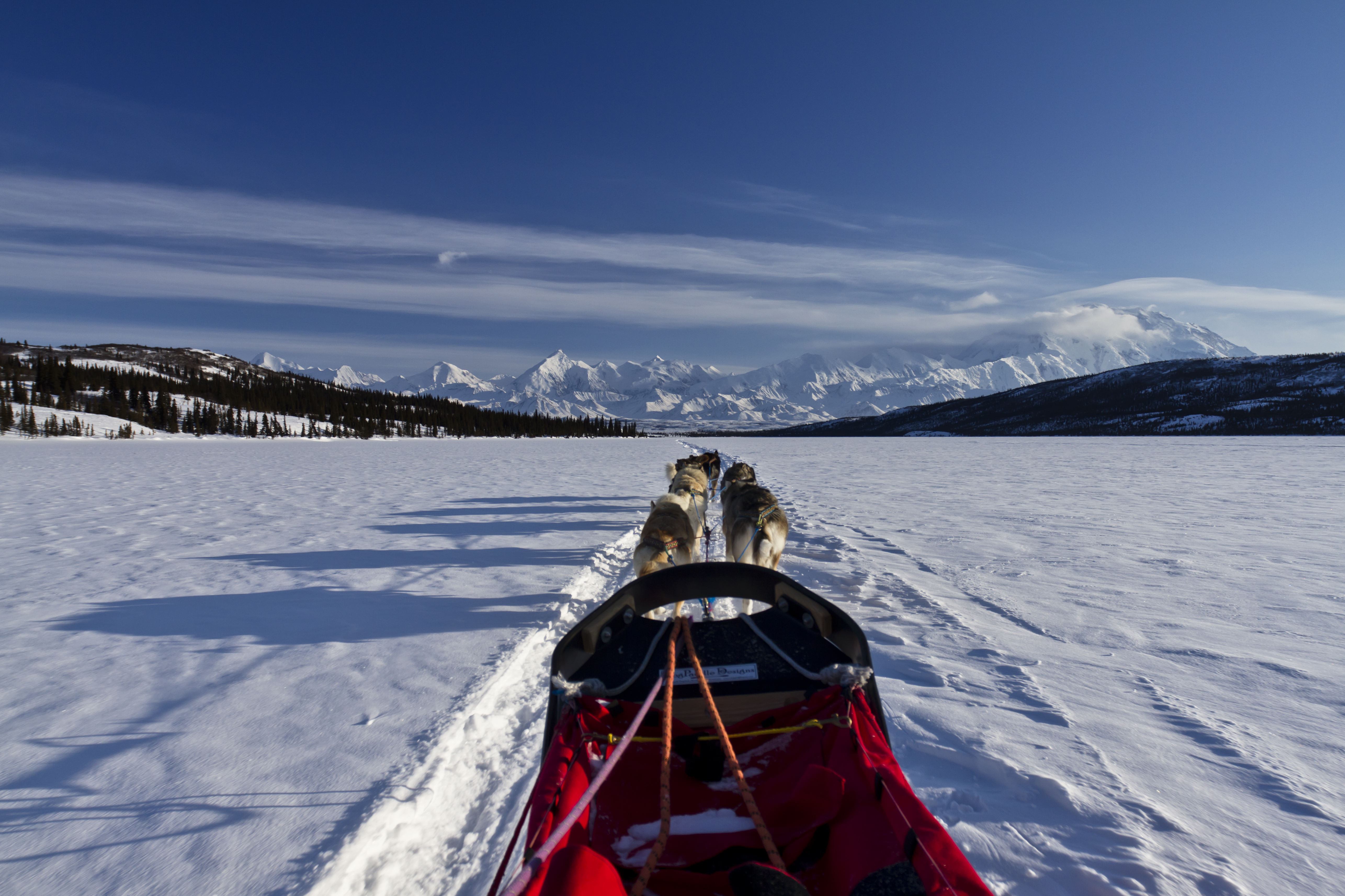
Punto de vista de un guardaparque conduciendo un equipo de seis perros en Wonder Lake

Un estudio de 2017 demostró que hace nueve mil años, el perro doméstico estaba presente en lo que hoy es la isla Zhokhov, al noreste de Siberia, que en ese momento estaba conectada al continente. Los perros fueron criados selectivamente como perros de trineo o perros de caza, lo que implica que coexistían un estándar de perro de trineo y un estándar de perro de caza. El tamaño máximo óptimo para un perro de trineo es 20–25 kg basado en la termorregulación, y los antiguos perros de trineo tenían entre 16 y 25 kg. El mismo estándar se ha encontrado en los restos de perros de trineo de esta región hace dos mil años y en el estándar moderno de la raza Husky siberiano. Otros perros eran más grandes a treinta kilos y parecen ser perros que habían sido cruzados con lobos y utilizados para la caza de osos polares. Al morir, los humanos separaron cuidadosamente las cabezas de los perros de sus cuerpos. Los antropólogos especularon que esto podría haber sido por razones ceremoniales. 
La Crónica de Kungur y la Crónica de Remezov, creadas a finales del siglo XVI y 1703 respectivamente, hablan de los pueblos que vivían a lo largo de los ríos siberianos, cuyo principal medio de transporte era montar en renos o perros. En estos documentos, los ríos Olenyok, Yana, Indigirka y Kolyma fueron llamados “ríos de perros”, ya que eran ricos en pescado para que los perros comieran. Los ríos sin peces o sin suficiente para alimentar a los perros se llamaban "ríos de ciervos", ya que entonces se utilizaban renos para el transporte.
Desde la década de 1940 hasta la de 1990, el número de trineos tirados por perros en Rusia disminuyó. La población de la raza alcanzó un mínimo histórico de 3.000 en 1998 antes de que despegaran los esfuerzos de reactivación. Las razones de su declive incluyen
- introducción de la mecanización en el Ártico
- capacidad reducida para tener perros, especialmente con la reducción de las capturas de pescado y la colectivización de la agricultura y el pastoreo de renos.
- Disminución de la caza de pieles. [6][7]

### Groenlandia

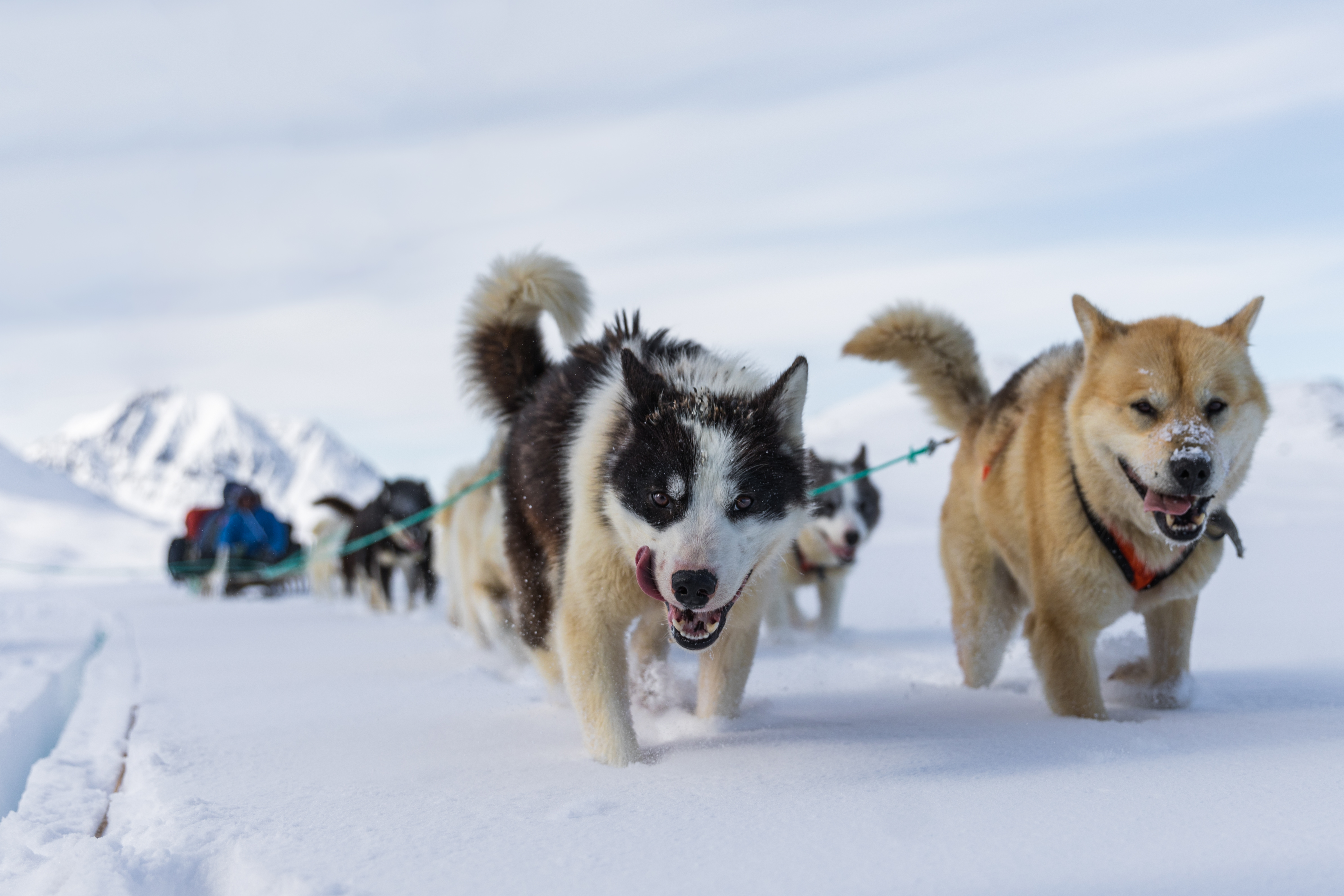
Los trineos tirados por perros todavía se utilizan comúnmente como medio de transporte en algunas partes de Groenlandia.

Los inuit de Groenlandia tienen una larga historia en el uso de perros de trineo y todavía se utilizan ampliamente en la actualidad. En 2010 unos dieciocho mil perros de Groenlandia se mantenían en el oeste de Groenlandia, al norte del Círculo Polar Ártico, y en el este de Groenlandia (debido al esfuerzo por mantener la pureza de esta raza de importancia cultural, son los únicos perros permitidos en estas regiones) y aproximadamente la mitad de estos estaban en uso activo como perros de trineo por cazadores y pescadores. Como resultado de la reducción del hielo marino, el aumento del uso de motos de nieve, el aumento de los precios de los alimentos para perros y las enfermedades entre algunas poblaciones locales de perros, el número ha ido disminuyendo gradualmente en décadas y en 2016 había quince mil perros de Groenlandia. Se han iniciado varios proyectos en un intento de garantizar que la cultura, el conocimiento y el uso de los trineos tirados por perros en Groenlandia no se pierdan.
La Patrulla Sirius, una unidad de fuerzas especiales del ejército danés, hace cumplir la soberanía del remoto y despoblado noreste (esencialmente igualando al Parque Nacional del Noreste de Groenlandia ) y realiza patrullas de largo alcance con trineos tirados por perros, que también registran toda la vida silvestre avistada. Las patrullas promediaron 14,876 km por año durante 1978-1998. En 2011, el lobo de Groenlandia había repoblado el este de Groenlandia desde el Parque Nacional en el noreste siguiendo estas patrullas en trineos tirados por perros a distancias de hasta 560 km.

### América del norte

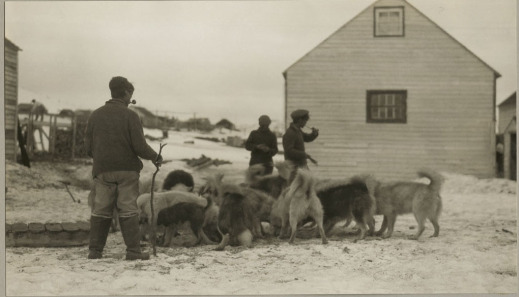
Los perros esquimales labradores son alimentados por los inuit.

En 2019 un estudio encontró que los perros traídos inicialmente al Ártico norteamericano desde el noreste de Siberia fueron reemplazados posteriormente por perros que acompañaron a los inuit durante su expansión que comenzó hace dos mil años. Estos perros inuit eran más diversos genéticamente y más divergentes morfológicamente en comparación con los perros anteriores. Hoy en día, los perros de trineo del Ártico son los últimos descendientes en América de este linaje de perros preeuropeos.

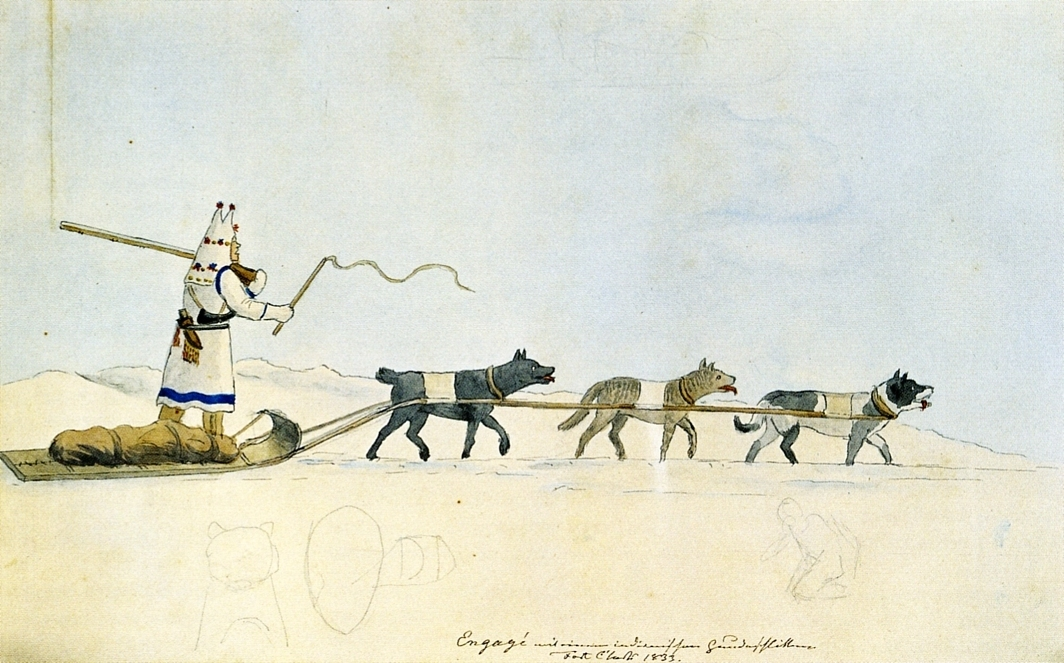
Un equipo de tres perros de trineo nativo americano cerca de Fort Clark, Dakota del Norte, esbozado en 1833.

Las referencias históricas de los perros y arneses para perros que utilizaban las culturas nativas americanas se remontan a antes del contacto europeo. El uso de perros como animales de tiro estaba muy extendido en Norteamérica. Había dos tipos principales de perros de trineo; un tipo lo mantuvieron las culturas costeras y el otro lo mantuvieron las culturas del interior, como los indios atabascanos. Estos perros interiores formaron la base del husky de Alaska. Los comerciantes rusos que seguían el río Yukon hacia el interior a mediados del siglo XIX adquirían perros de trineo en las aldeas del interior a lo largo del río. Los perros de esta zona tenían fama de ser más fuertes y mejores para transportar cargas pesadas que los perros de trineo nativos rusos.

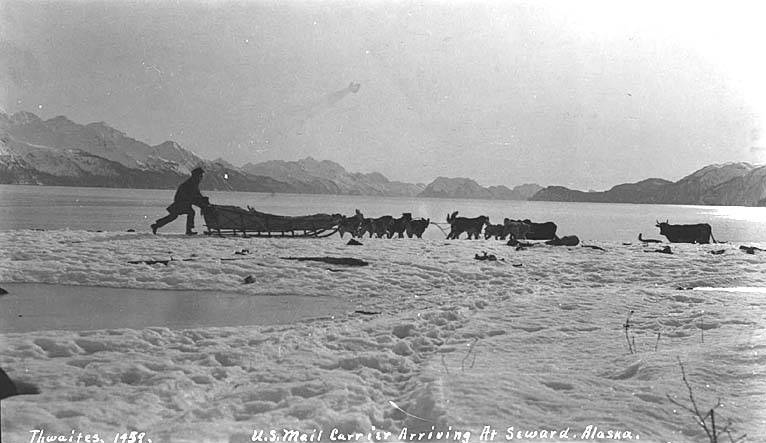
Un cartero estadounidense y un equipo de trineos tirados por perros llegan a Seward, c. 1912

La fiebre del oro de Alaska renovó el interés en el uso de perros de trineo como medio de transporte. A la mayoría de los campamentos de oro sólo se podía acceder en trineos tirados por perros durante el invierno. "Todo lo que se movía durante la temporada de heladas se movía por tiro de perros; buscadores, tramperos, médicos, correo, comercio, transporte de suministros... si necesitaba moverse en invierno, era movido por perros de trineo". Esto, junto con el uso de perros en la exploración de los polos, llevó a que finales del siglo XIX y principios del XX fueran apodadas la "Era de los perros de trineo".

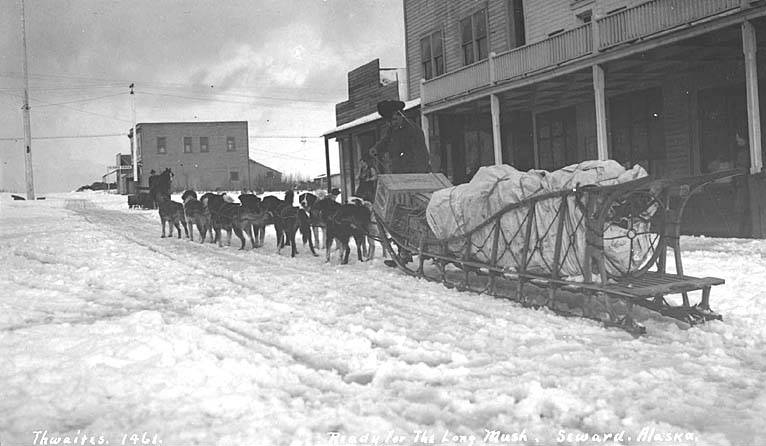
El título dice "Listo para The Long Mush, Seward, Alaska" (haga clic en la foto para obtener más información) c. 1914

Los perros de trineo se utilizaban para repartir el correo en Alaska a finales del siglo XIX y principios del XX.Los Malamute de Alaska eran la raza favorita, con equipos de entre ocho y diez perros en promedio. Los perros eran capaces de entregar el correo en condiciones que detendrían barcos, trenes y caballos. Cada equipo transportó entre 230 y 320 kg de correo.  El correo se guardaba en bolsas impermeables para protegerlo de la nieve. En 1901 se habían establecido senderos para perros a lo largo de todo el río Yukón.La entrega de correo en trineos tirados por perros llegó a su fin en 1963, cuando se jubiló el último cartero que utilizó un trineo tirado por perros, Chester Noongwook de Savoonga. Fue honrado por el Servicio Postal de Estados Unidos en una ceremonia en la isla de San Lorenzo, en el mar de Bering. 
Los aviones se hicieron cargo de la entrega del correo en Alaska en las décadas de 1920 y 1930. En 1924, Carl Ben Eielson realizó el primer envío de correo aéreo en Alaska.  Los trineos tirados por perros se utilizaron para patrullar el oeste de Alaska durante la Segunda Guerra Mundial. Las carreteras y los camiones en los años 40 y 50, y las motos de nieve en los años 50 y 60, contribuyeron al declive del trabajo con perros de trineo.

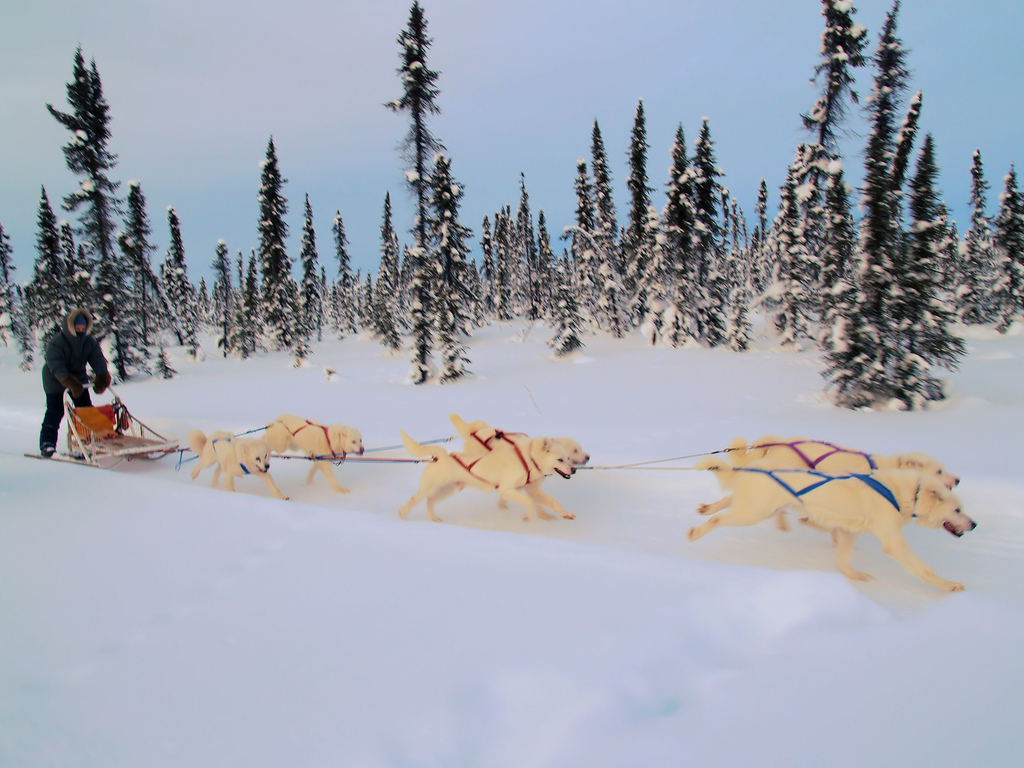
Un equipo de perros de trineo formado por seis perros esquimales blancos haciendo senderismo en Inuvik, Canadá

El mushing recreativo surgió para mantener la tradición del mushing de perros. El deseo de perros más grandes, más fuertes y que tiraran cargas cambió a uno de perros más rápidos con alta resistencia utilizados en las carreras, lo que provocó que los perros se volvieran más livianos de lo que eran históricamente. Los estadounidenses y otras personas que vivían en Alaska comenzaron entonces a importar perros de trineo de las tribus nativas de Siberia (que más tarde evolucionarían y se convertirían en la raza Husky siberiano) para aumentar la velocidad de sus propios perros, presentando "un contraste directo con la idea de que los comerciantes rusos buscó perros de trineo de tiro más pesados en las regiones interiores de Alaska y el Yukón menos de un siglo antes para aumentar la capacidad de transporte de sus perros de trineo más ligeros.
Fuera de Alaska, se utilizaban carros tirados por perros para transportar las mercancías de los vendedores ambulantes en ciudades como Nueva York.

### Escandinavia
Después de la Segunda Guerra Mundial, las carreras de trineos tirados por perros estilo skijor y pulka ganaron rápidamente popularidad en Noruega y los países escandinavos vecinos. Estos estilos de carreras requerían equipos pequeños y rápidos de uno a cuatro perros que competían en distancias cortas y montañosas de 15–30 kg (9,3–18,6 mí) . Obligado a utilizar perros de pura raza por la Asociación Noruega de Carreras de Perros de Trineo, el Braco Alemán de Pelo Corto emergió rápidamente como la raza de perro preferida. A principios de los años 1970 surgió el "sled pointer", un perro de muestra criado exclusivamente para andar en trineo y no para cazar. Durante la década de 1970, las carreras de trineos "estilo Nome", que imitaban a los grandes equipos de perros de trineo que corrían largas distancias y pasaban la noche en temperaturas bajo cero como se observa en las carreras de estilo norteamericano, comenzaron a atraer interés en Escandinavia. En 1974, se celebró cerca de Oslo la primera carrera de trineos al estilo Nome, el Sorteo Skjelbreia. Para este estilo de carreras, los mushers noruegos comenzaron a importar perros esquimales de Alaska; Popularizado por mushers como Stein Havard Fjelstad y Roger Leegaard, quienes viajaron a Alaska para competir en el Iditarod . Sin embargo, como cruce de alto rendimiento, el husky de Alaska no pudo competir legalmente en Noruega hasta 1985, cuando la Asociación Noruega de Carreras de Perros de Trineo eliminó el requisito de que los perros de trineo fueran de raza pura.
Esta nueva norma también allanó el camino para que los mushers de estilo nórdico criaran a sus perros de mejor rendimiento independientemente de la raza, con mushers mezclando husky de Alaska y braco alemán de pelo corto para producir el Eurohound, así como Greyhound con braco alemán de pelo corto para producir el Greyster .  Estos cruces de estilo nórdico ganaron popularidad en toda Europa y más tarde en América del Norte, especialmente con el aumento de la popularidad del mushing en tierras secas, como el bikejoring y el canicross. 
Los perros de trineo y los safaris con huskys no son nativos de Sápmi (Laponia) ni de Finlandia y los pastores de renos los consideran una gran molestia, ya que afectan directamente sus medios de vida.  Estos y los "iglus" con cúpulas de cristal fueron apropiados de otras culturas por la industria turística en la década de 1980 y presentados falsamente como parte de las culturas sámi y finlandesa.

#### Alaska y el Iditarod

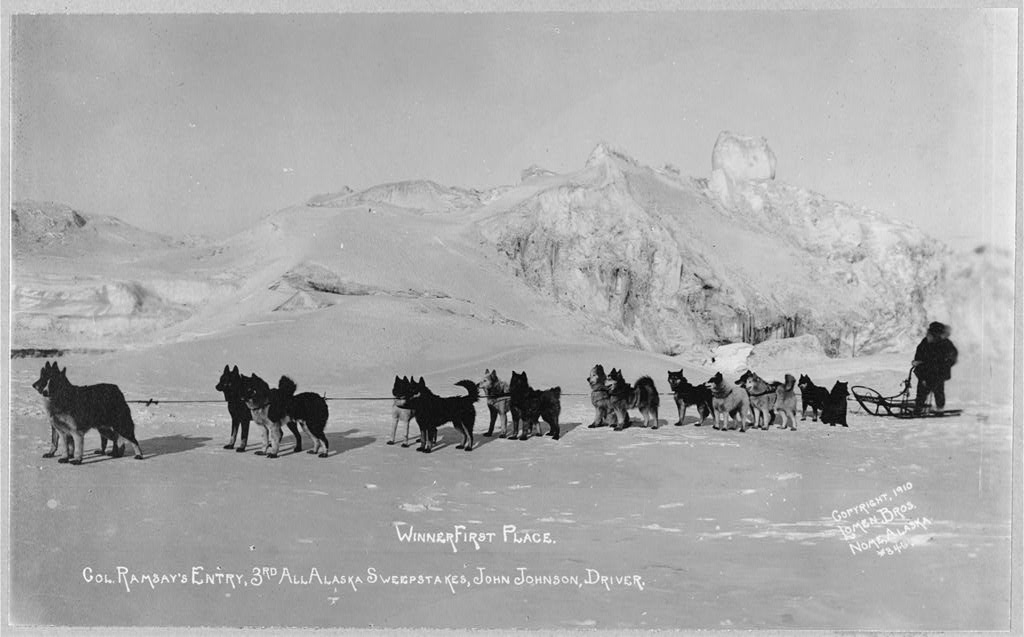
Participación del coronel Ramsay, equipo de trineo tirado por perros ganador del tercer sorteo All Alaska, John Johnson, conductor ~ c 1910

En 1925, un brote masivo de difteria paralizó a Nome, Alaska. En Nome no había suero para tratar a las personas infectadas por la enfermedad. Había suero en Nenana, pero el pueblo tenía más de 970 kilómetros alejado e inaccesible excepto en trineos tirados por perros. Las aldeas entre Nenana y Nome instalaron un relevo de trineos tirados por perros, y 20 equipos trabajaron juntos para transmitir el suero a Nome. El suero llegó a Nome en seis días.
El sendero Iditarod se estableció en el camino entre estos dos pueblos. Se conocía como Iditarod Trail porque, en ese momento, Iditarod era la ciudad más grande del sendero. Durante la década de 1940, el sendero cayó en desuso. Sin embargo, en 1967, Dorothy Page, que dirigía la celebración del centenario de Alaska, ordenó 14 kilómetros del sendero que se va a despejar para una carrera de trineos tirados por perros. En 1972, el ejército de EE. UU. realizó un estudio del sendero, y en 1973 Joe Redington, Sr. estableció el Iditarod. La carrera fue ganada por Dick Wilmarth, quien tardó tres semanas en completarla.

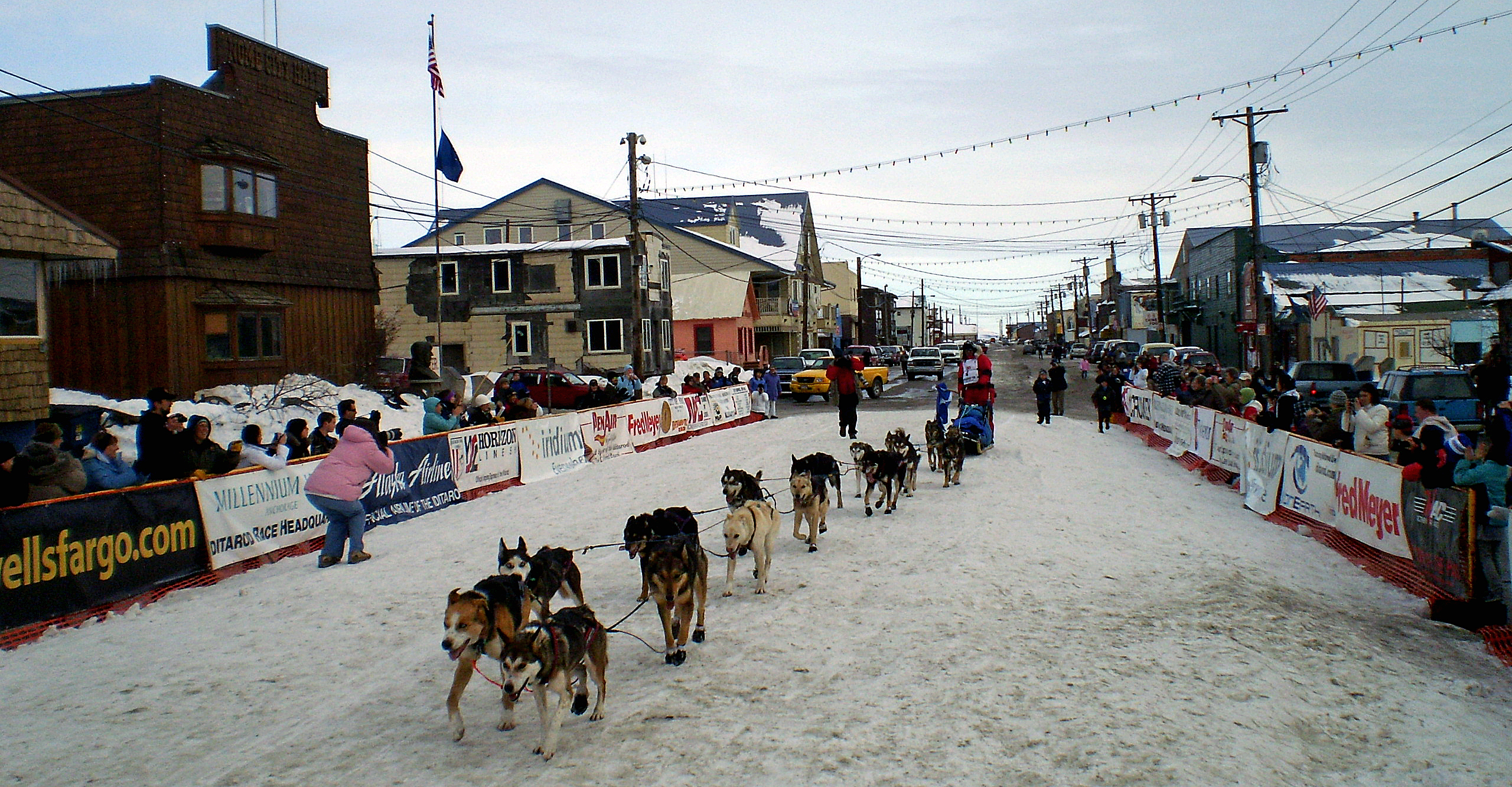
Musher y perros entran en la rampa de llegada de Iditarod

El Iditarod moderno es un 1800 kg carrera de resistencia con trineos tirados por perros.  Suele durar de diez a once días, si el tiempo lo permite.  Comienza con una ceremonia de salida en Anchorage, Alaska, en la mañana del primer sábado de marzo, con treinta y dos mushers corriendo. hasta Eagle River a lo largo de la autopista de Alaska, lo que brinda a los espectadores la oportunidad de ver a los perros y a los mushers. Luego, los equipos son cargados en camiones y conducidos 48 kg a Wasilla para la salida oficial de la carrera por la tarde. La carrera termina cuando el último musher abandona la carrera o cruza la línea de meta en Nome. El ganador de la carrera recibe un premio de cincuenta mil dólares estadounidenses. Ha sido catalogada como la "Serie Mundial de eventos de mushing" y "La última gran carrera en la Tierra".

### Antártida

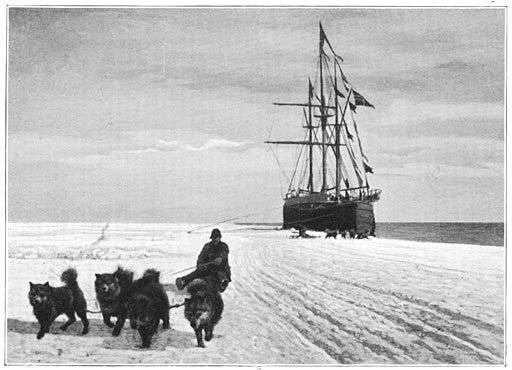
La expedición antártica de Roald Amundsen

Los primeros exploradores del Ártico fueron hombres con perros de trineo.  Debido al éxito del uso de perros de trineo en el Ártico, se pensó que también serían útiles en la exploración antártica, y muchos exploradores intentaron utilizarlos.  Los perros de trineo se utilizaron hasta 1992, cuando fueron prohibidos en la Antártida por el Protocolo sobre Protección Ambiental del Tratado Antártico. 
Carsten Borchgrevink utilizó perros de trineo sámi con guías finlandeses en la Antártida durante su Expedición de la Cruz del Sur (1898-1900), pero hacía mucho más frío de lo esperado en Cabo Adare .  Los perros estaban acostumbrados a trabajar sobre nieve, no sobre hielo, en temperaturas mucho más suaves.  Los perros tampoco fueron alimentados adecuadamente y finalmente todos murieron. 
Erich von Drygalski utilizó perros de trineo de Kamchatka en su expedición de 1901-1903 y le fue mucho mejor porque sus perros estaban acostumbrados al frío y contrató a un adiestrador de perros experimentado. A sus perros se les permitió reproducirse libremente y a muchos hubo que matarlos porque no había espacio en el barco para llevarlos a casa. Muchos de los que no fueron fusilados quedaron atrás en las islas Kerguelen.
Otto Nordenskjöld tenía la intención de utilizar perros de Groenlandia en su expedición de 1901-1904, pero todos sus perros esquimales, excepto cuatro, murieron en el viaje hacia el sur.  Adquirió una raza mixta en las Malvinas, pero después de su llegada a la Antártida, todos fueron perseguidos y asesinados por sus cuatro huskies supervivientes que cazaban en manada debido a que el adiestrador de perros Ole Jonassen no pudo atar a los perros.  Más tarde, estos perros esquimales pudieron tirar 265 kilos más de 29 kilómetros en tres horas y media. 
Robert Falcon Scott trajo consigo veinte samoyedos durante su viaje de 1902.  Los perros lucharon bajo las condiciones en las que Scott los colocó, con cuatro perros tirando de trineos muy cargados a través de 45 centímetros de nieve con pies sangrantes.  Scott culpó de su fracaso al pescado seco y podrido.  En 1910, Scott regresó con 33 perros esquimales de Sajalín, pero notó que se desempeñaban mal en nieve profunda y que sus colas cortadas les impedían enroscarse para mantenerse calientes. 
Douglas Mawson y Xavier Mertz formaron parte del Partido del Lejano Oriente, un equipo de trineos de tres hombres con el teniente BES Ninnis, para inspeccionar la Tierra del Rey Jorge V, en la Antártida. El 14 de diciembre de 1912, Ninnis cayó por una grieta cubierta de nieve junto con la mayoría de las raciones del grupo y nunca más se le volvió a ver. Sus escasas provisiones los obligaron a comerse a los perros que les quedaban en su 507 kilómetros viaje de regreso. Su carne era dura, fibrosa y sin vestigio de grasa. Cada animal produjo muy poco, y la mayor parte fue alimentada a los perros supervivientes, que comieron la carne, la piel y los huesos hasta que no quedó nada.

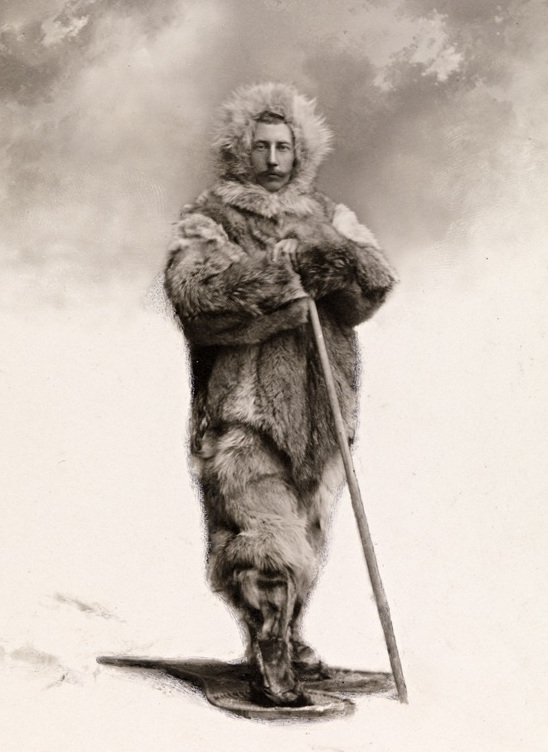
Roald Amundsen, cuya expedición a la Antártida se planeó con 97 perros de trineo

Los hombres también se comieron el cerebro y el hígado del perro. Desafortunadamente, comer el hígado de perros de trineo produce la condición de hipervitaminosis A porque los caninos tienen una tolerancia mucho mayor a la vitamina A que los humanos. Mertz sufrió un rápido deterioro. Desarrolló dolores de estómago y quedó incapacitado e incoherente. El 7 de enero de 1913 murió Mertz. Mawson continuó solo y finalmente regresó vivo al campamento. 
La expedición de Roald Amundsen se planeó en torno a 97 perros esquimales (posiblemente perros esquimales canadienses, perros de Groenlandia o ambos).  En su primer intento, dos de sus perros murieron congelados en el −56 °C temperatura.  Lo intentó por segunda vez y tuvo éxito.  Amundsen estaba cubriendo 27 kilómetros al día, con paradas cada 4.8 kilómetros construir un mojón para marcar el sendero.  Llevaba consigo 55 perros, a los que sacrificó hasta que le quedaron 14 cuando regresó del polo.  En el viaje de regreso, un hombre esquió delante de los perros y escondió carne en los montículos para animarlos a correr. 

## Razas de perros de trineo
Los perros de trineo originales fueron elegidos por su tamaño, fuerza y resistencia, pero los perros modernos se crían por su velocidad y resistencia  La mayoría de los perros de trineo pesan alrededor de 25 kilos,  pero pueden pesar tan solo 16 kilos y puede exceder 32 kilos. Los perros de trineo tienen un andar muy eficiente,  y "los mushers se esfuerzan por formar un equipo de perros bien equilibrado que combine con todos los perros tanto en tamaño como en andar para que todo el equipo de perros se mueva de manera similar, lo que aumenta la eficiencia general del equipo".  Pueden correr hasta 45 kilómetros por hora.  Debido a esto, los perros de trineo tienen patas palmeadas y muy resistentes con dedos muy juntos.  Sus pies palmeados actúan como raquetas de nieve. 
Las razas de perros de trineo normalmente se pueden dividir en otros subtipos:
- Perros veloces, criados para tirar trineos rápidamente.
- Perros de carga, criados para tirar pesos enormes.
- Perros de larga distancia, criados para viajar cientos o incluso miles de millas.
- perros de trineo aborígenes de usos múltiples, como los laikas rusos, que tiran de trineos, además de pastorear renos y cazar. [7]

El pelaje de un perro depende de su uso. Los perros de carga deben tener pelajes densos y cálidos para retener el calor,  y los perros de carrera deben tener pelajes cortos que dejen salir el calor. La mayoría de los perros de trineo tienen una capa doble: la capa exterior mantiene la nieve alejada del cuerpo y una capa interior impermeable para aislar. En climas cálidos, los perros pueden tener problemas para regular su temperatura corporal y pueden sobrecalentarse. Sus colas sirven para proteger su nariz y sus patas de la congelación cuando el perro está acurrucado para dormir. También tienen una disposición única de vasos sanguíneos en las piernas para ayudar a protegerlos contra la congelación. 
El apetito es una parte importante a la hora de elegir perros de trineo; Los perros quisquillosos fuera del sendero pueden ser más exigentes en el sendero. Se les alimenta con dietas ricas en grasas y, en el camino, pueden comer salmón graso o mamíferos marinos grasos. Los perros de trineo tampoco deben ser demasiado agresivos con otros perros. También necesitan mucho ejercicio.

### Razas

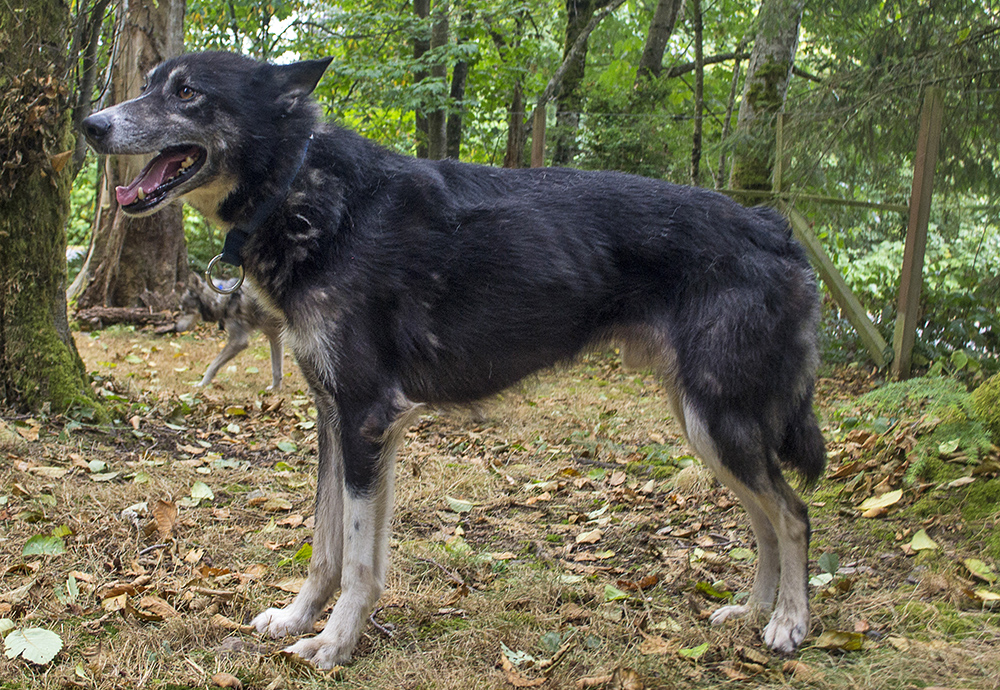
Un husky de Alaska

#### Husky de Alaska
El perro más utilizado en las carreras de trineos tirados por perros, el husky de Alaska es un mestizo  criado específicamente para su desempeño como perro de trineo. Hay dos variedades genéticamente distintas del husky de Alaska: un grupo de velocidad y un grupo de larga distancia. Los Malamute de Alaska y los Huskies siberianos fueron los que más contribuyeron genéticamente al grupo de larga distancia, mientras que loa English Pointers y Salukis contribuyeron más al grupo de velocidad.  Los perros pastores de Anatolia aportaron una sólida ética de trabajo a ambas variedades.  Hay muchos huskies de Alaska que forman parte Greyhound, lo que mejora su velocidad. 

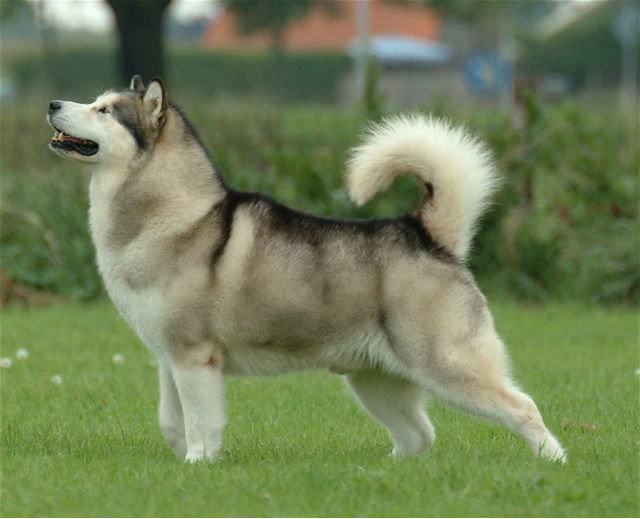
Un malamute de Alaska

#### Malamute de Alaska
Los Malamutes de Alaska son perros de carga grandes y fuertes. Pesan entre 36 y 54 kg (80 y 120 lb) y tienen caras redondas con rasgos suaves. Los perros de carga son una clase de perros que incluye perros con y sin pedigrí. Se cree que el Alaskan Malamute es una de las primeras razas de perros domesticados, originaria de la región de Kotzebue Sound en Alaska. Estos perros son conocidos por su pecho ancho, pelaje grueso y patas duras.  La velocidad tiene poco o ningún valor para estos perros; en cambio, el énfasis está en la fuerza de tracción. Se utilizan en viajes de expedición y de larga aventura, y para transportar cargas pesadas. Los Alaskan Malamutes fueron el perro elegido para el trabajo de transporte y mensajería en la Segunda Guerra Mundial.

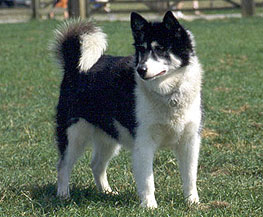
Un perro esquimal canadiense

#### Perro esquimal canadiense
El perro esquimal canadiense o perro inuit canadiense, también conocido como Exquimaux Husky, perro esquimal y Qimmiq (una palabra del idioma inuit para perro), tiene su origen en los perros de trineo aborígenes utilizados por el pueblo Thule del Ártico de Canadá.  La raza tal como existe hoy se desarrolló principalmente gracias al trabajo del gobierno canadiense.  Es capaz de tirar entre 45 and 80 kg por perro para distancias entre 24 and 113 kilómetros.  El perro esquimal canadiense también se utilizó como perro de caza, ayudando a los cazadores inuit a capturar focas, bueyes almizcleros y osos polares .  El 1 de mayo de 2000, el territorio canadiense de Nunavut adoptó oficialmente al "perro inuit canadiense" como símbolo animal del territorio.  Se considera que genéticamente son de la misma raza que el Perro de Groenlandia, ya que las investigaciones muestran que aún no han divergido genéticamente lo suficiente como para ser considerados razas separadas. 

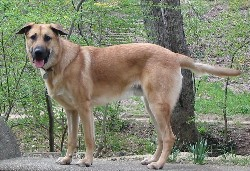
Un chinook

#### Chinook
El Chinook es una rara raza de perros de trineo desarrollada en New Hampshire a principios del siglo XX por Arthur Walden, un aventurero y conductor de perros de la fiebre del oro, y es una mezcla de mastín inglés, perro de Groenlandia, perro pastor alemán y pastor belga .  Es el perro del estado de New Hampshire y fue reconocido por el American Kennel Club (AKC) en el Grupo de Trabajo en 2013.  Se los describe como atléticos y de "cuerpo duro" con un "andar incansable".  El color de su pelaje es siempre leonado, desde un color miel pálido hasta un color dorado rojizo.

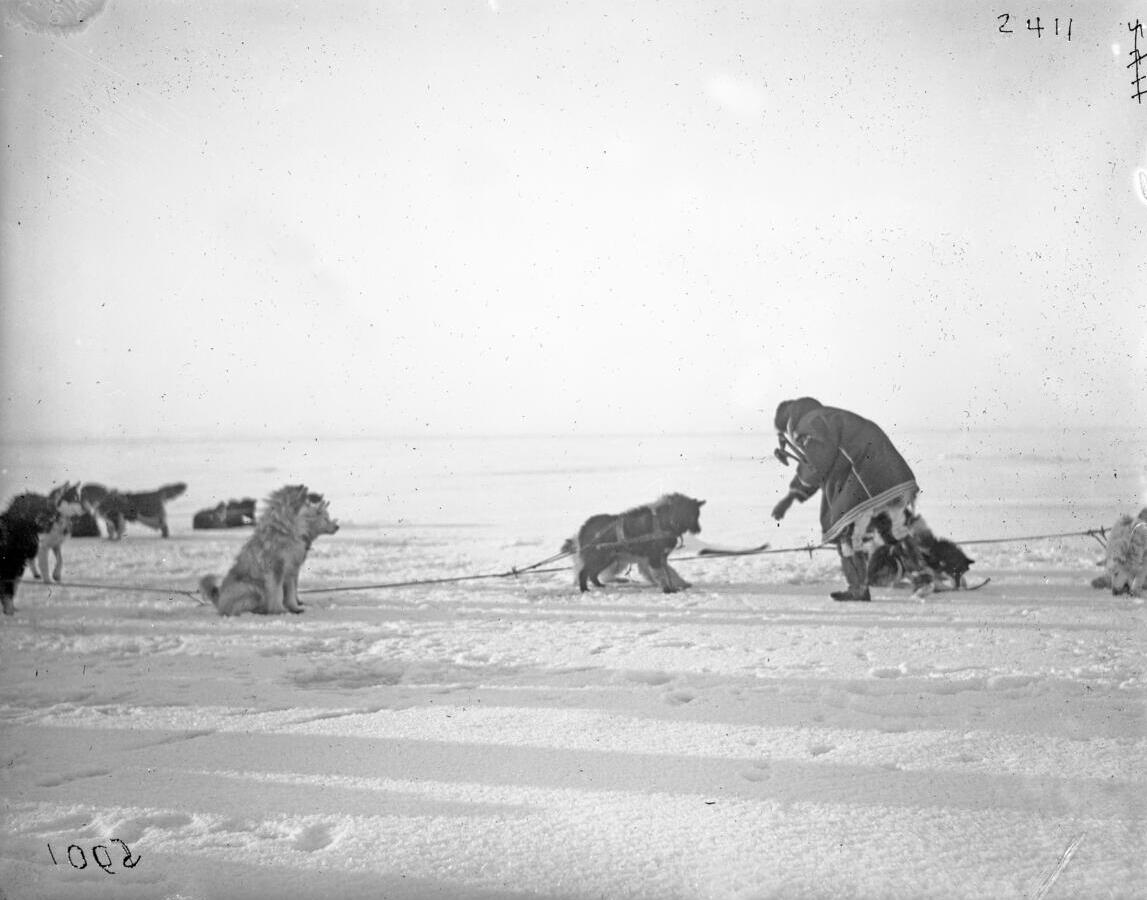
Perros de trineo de Chukotka a principios del siglo XX

#### Perro de trineo de Chukotka
El perro de trineo de Chukotka (чукотская ездовая) es la raza de perro spitz aborigen autóctona del pueblo chukchi de Rusia . Los equipos de perros de trineo de Chukotka se han utilizado desde tiempos prehistóricos para tirar de trineos en condiciones difíciles, como la caza de mamíferos marinos en el hielo oceánico. Los perros de trineo de Chukotka son más famosos por ser los progenitores del husky siberiano. 

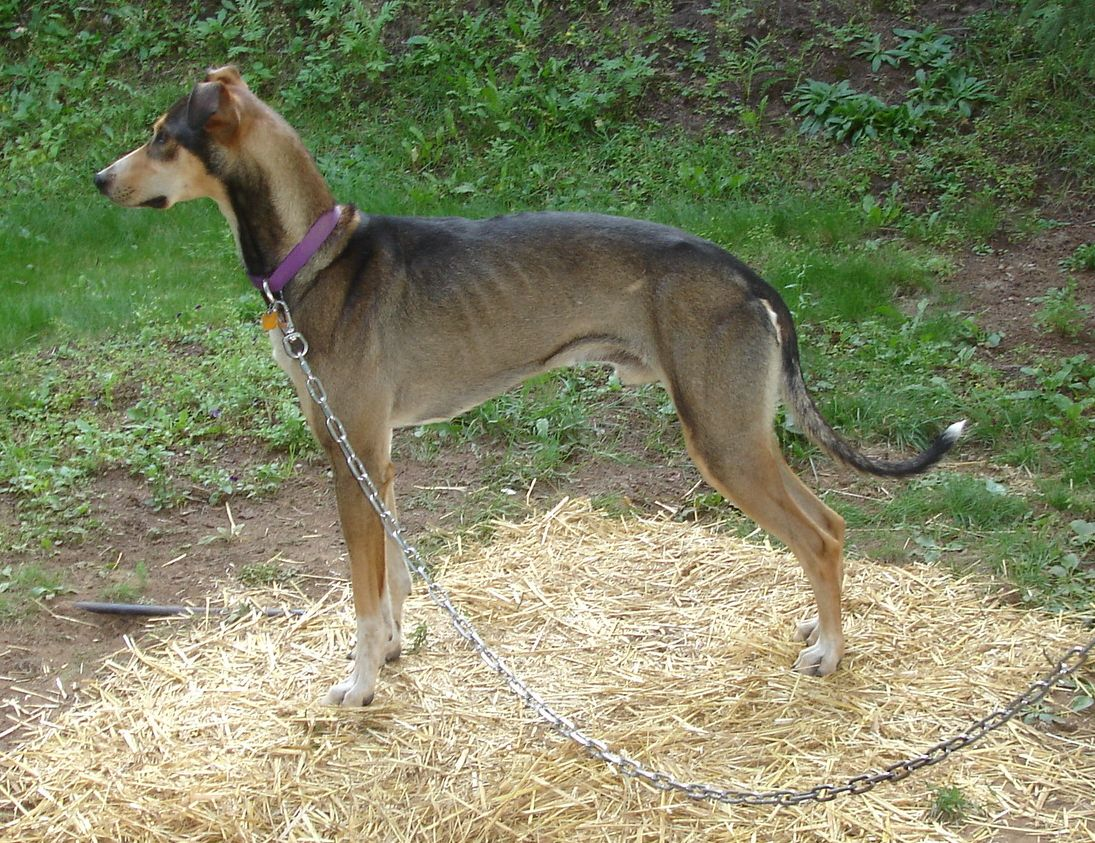
Eurohound

#### Eurohound
Un Eurohound es un tipo de perro criado para carreras de trineos tirados por perros al estilo sprint. El Eurohound suele ser un cruce del grupo de los huskys de Alaska y cualquiera de varias razas de muestra ("pointers"). 

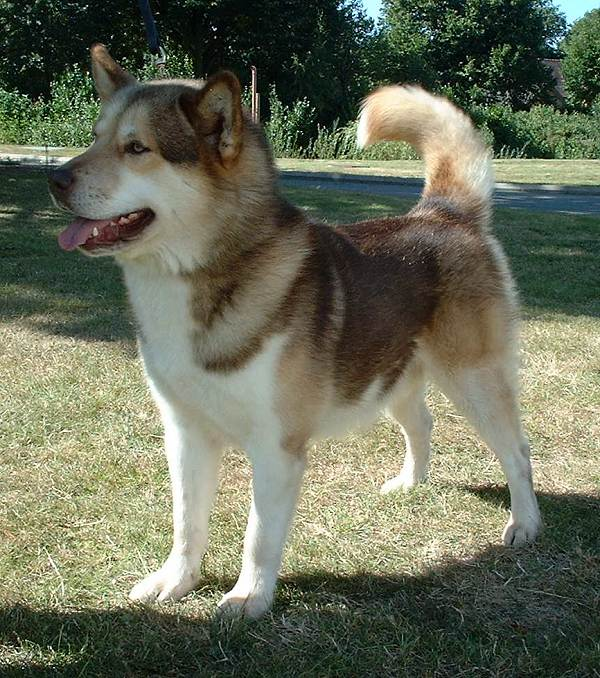
Un perro de Groenlandia

#### Perro de Groenlandia
Los Perros de Groenlandia son perros pesados con gran resistencia pero poca velocidad. Son utilizados frecuentemente por personas que ofrecen aventuras en trineos tirados por perros y largas expediciones. En 2016, había alrededor de 15.000 perros de Groenlandia viviendo en Groenlandia, pero hace décadas el número era significativamente mayor y se han iniciado proyectos para garantizar la supervivencia de la raza. En muchas regiones al norte del Círculo Polar Ártico, en Groenlandia, son el principal medio de transporte en invierno. La mayoría de los cazadores en Groenlandia prefieren los equipos de trineos tirados por perros a las motos de nieve, ya que los equipos de trineos tirados por perros son más confiables. Se considera que genéticamente son de la misma raza que el perro esquimal canadiense, ya que las investigaciones muestran que aún no han divergido genéticamente lo suficiente como para ser considerados razas separadas.

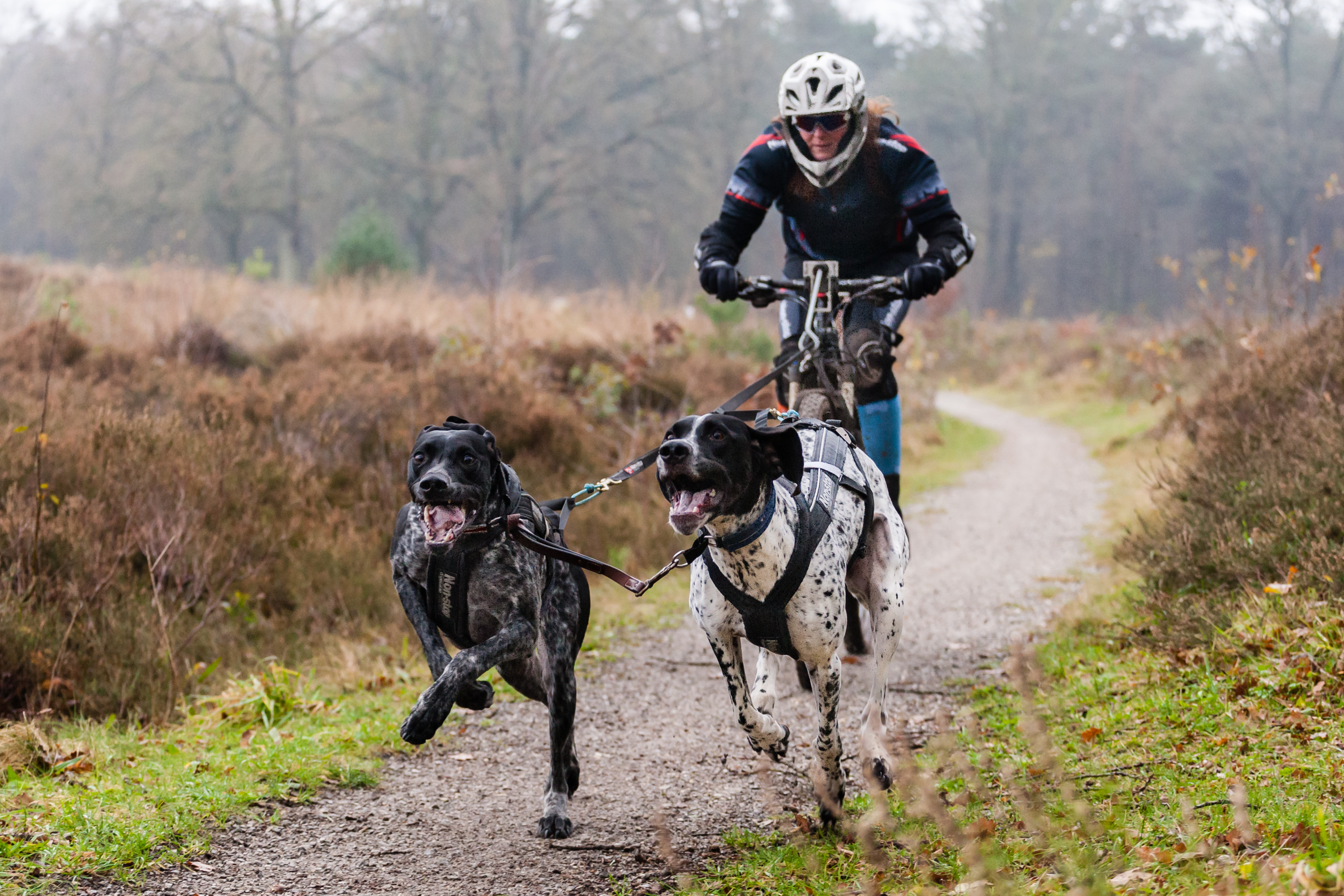
Scooterjoring de Greysters

#### Greyster
El Greyster es un tipo de perro de trineo criado para carreras de trineos tirados por perros, especialmente deportes en tierras secas como canicross y bikejoring. El Greyster es un cruce del galgo y del braco alemán de pelo corto.

#### Perro de trineo de Kamchatka
El perro de trineo de Kamchatka (en ruso: Камчатских ездовых собак, literalmente "perro de montar de Kamchatka") es una rara raza local de laika de trineo desarrollada por los itelmen y los koryak de Kamchatka, Rusia.   Actualmente se están realizando esfuerzos para revivir la raza. 

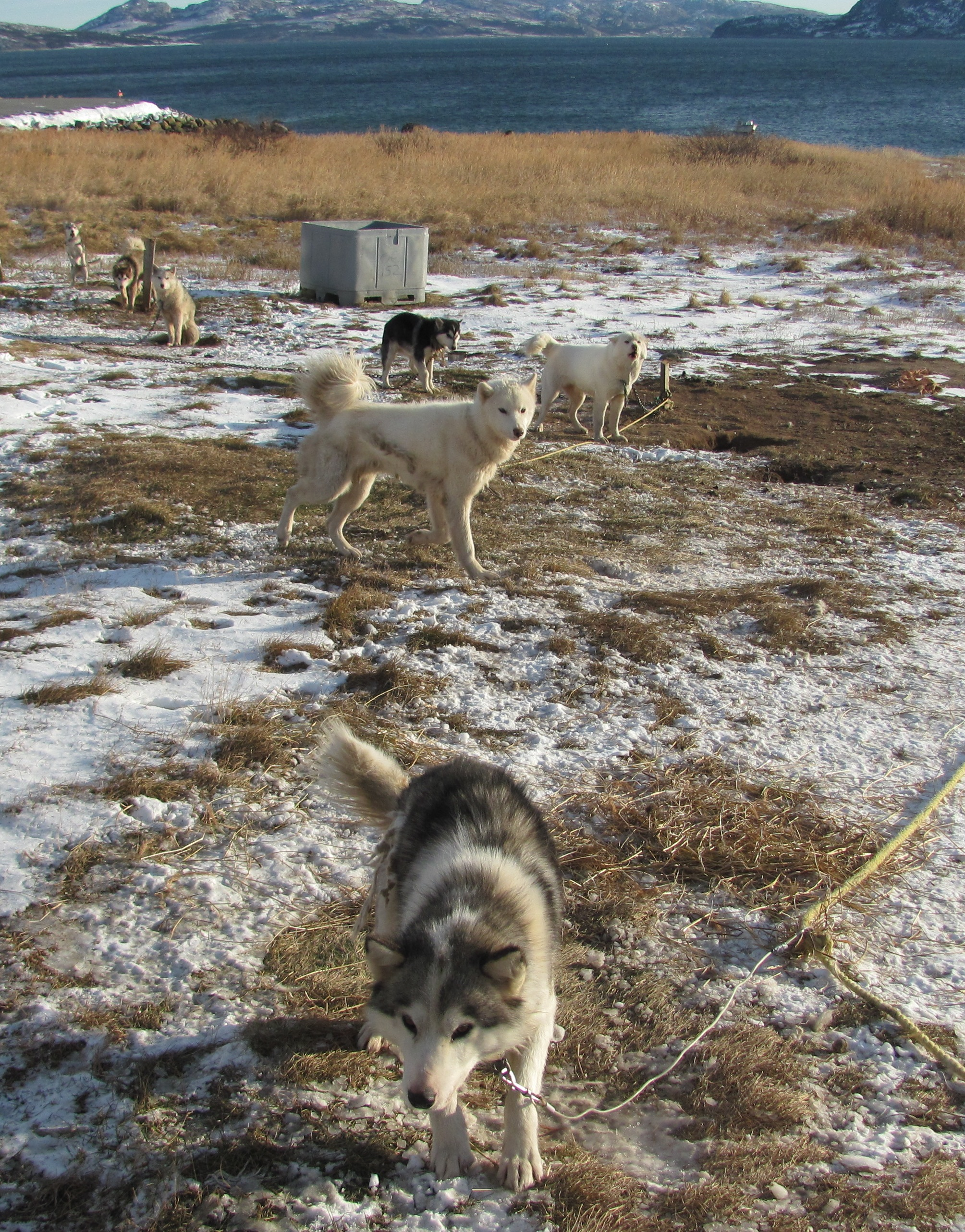
Perros esquimales labradores

#### Perro labrador Husky
El Labrador Husky se originó en la porción de Labrador de la provincia canadiense de Terranova y Labrador. La raza probablemente llegó a la zona con los inuit que llegaron a Canadá alrededor del año 1300 d.C. A pesar del nombre, los perros esquimales labradores no están relacionados con el labrador retriever, pero de hecho están más estrechamente relacionados con el perro esquimal canadiense. Se estima que hay entre 50 y 60 perros esquimales labradores en el mundo. 

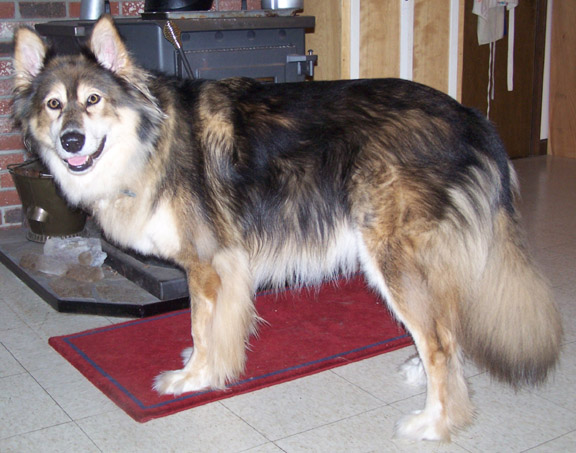
Un husky del río MacKenzie

#### Husky del río MacKenzie
El término husky del río Mackenzie describe varias poblaciones locales superpuestas de perros tipo perros de trineo árticos y subárticos, ninguno de los cuales constituye una raza. Los perros del Yukón se cruzaron con grandes razas europeas, como el San Bernardo y el Terranova, para crear un poderoso perro de carga capaz de sobrevivir a las duras condiciones del Ártico. 

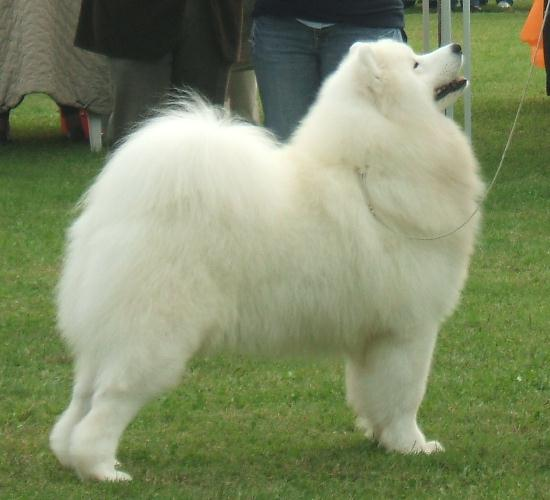
Un Samoyedo

#### Samoyedo
El Samoyedo es un laika desarrollado por el pueblo samoyedo de Siberia, que los utilizaba para pastorear renos y cazar, además de transportar trineos.  Estos perros eran tan apreciados, y las personas que los poseían dependían tanto de ellos para sobrevivir, que a los perros se les permitía dormir en tiendas de campaña con sus dueños.  Los samoyedos pesan entre 20 a 29 kg para hombres y 16 a 23 kg para hembras y pesas de 480 a 600 mm en el hombro. 

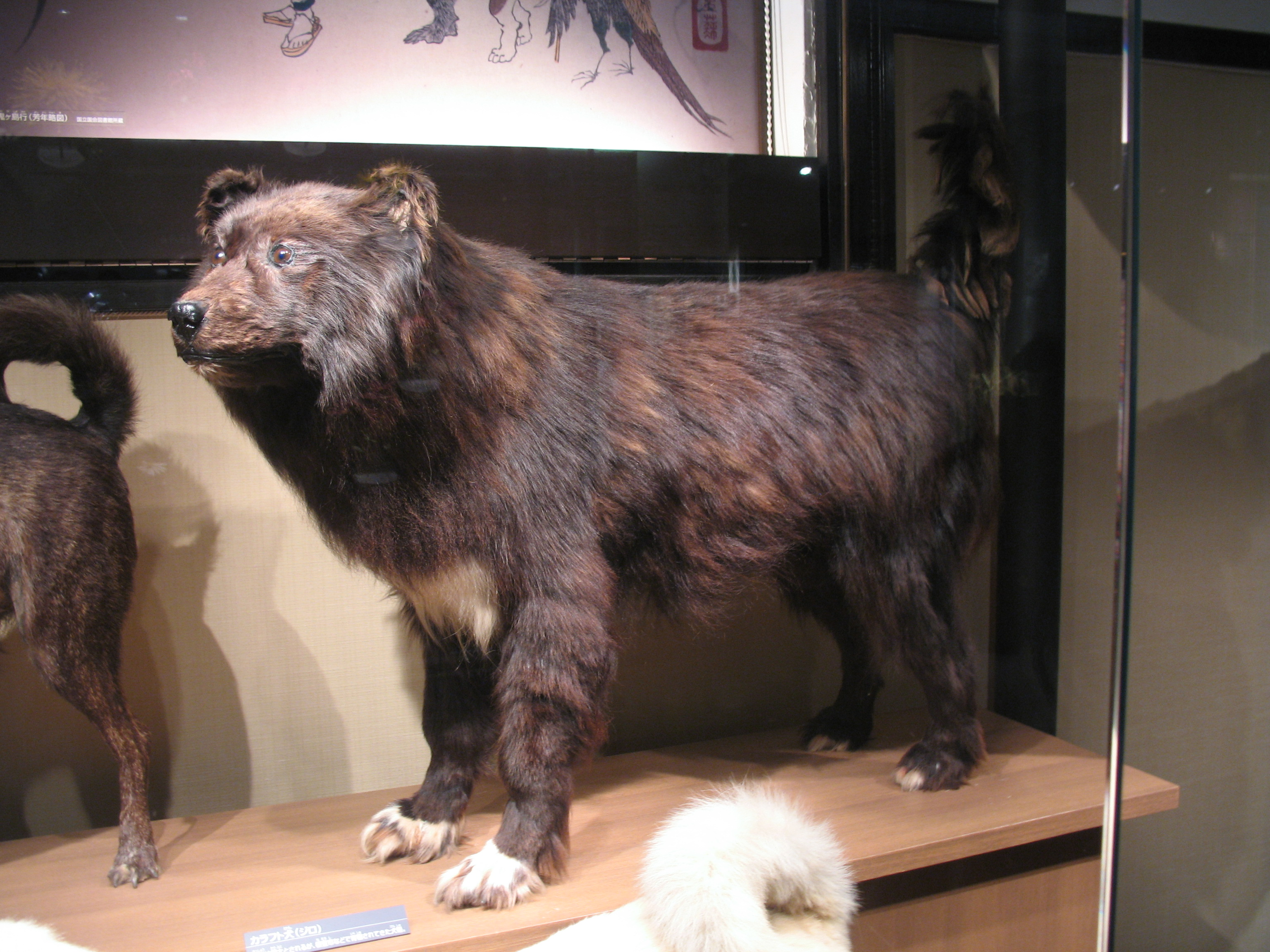
Husky Sakhalin relleno "Jiro" en exhibición

#### Husky de Sajalín
El Husky Sajalín, también conocido como Karafuto Ken (樺太犬), es una raza de perros de trineo desarrollada en la isla de Sajalín. Los perros esquimales de Sajalín son apreciados por su resistencia, gran temperamento y fácil adiestramiento, siendo incluso el perro preferido utilizado por el ejército soviético para transportar equipo en duras condiciones antes de la Segunda Guerra Mundial. Desafortunadamente, con la llegada de los viajes mecanizados, los funcionarios soviéticos determinaron que el costo de mantener a los Sakhalins era un desperdicio y los exterminaron, sobreviviendo solo un puñado de ellos que residían en Japón. Quedan aproximadamente 20 perros esquimales de Sajalín en la isla de Sajalín. 

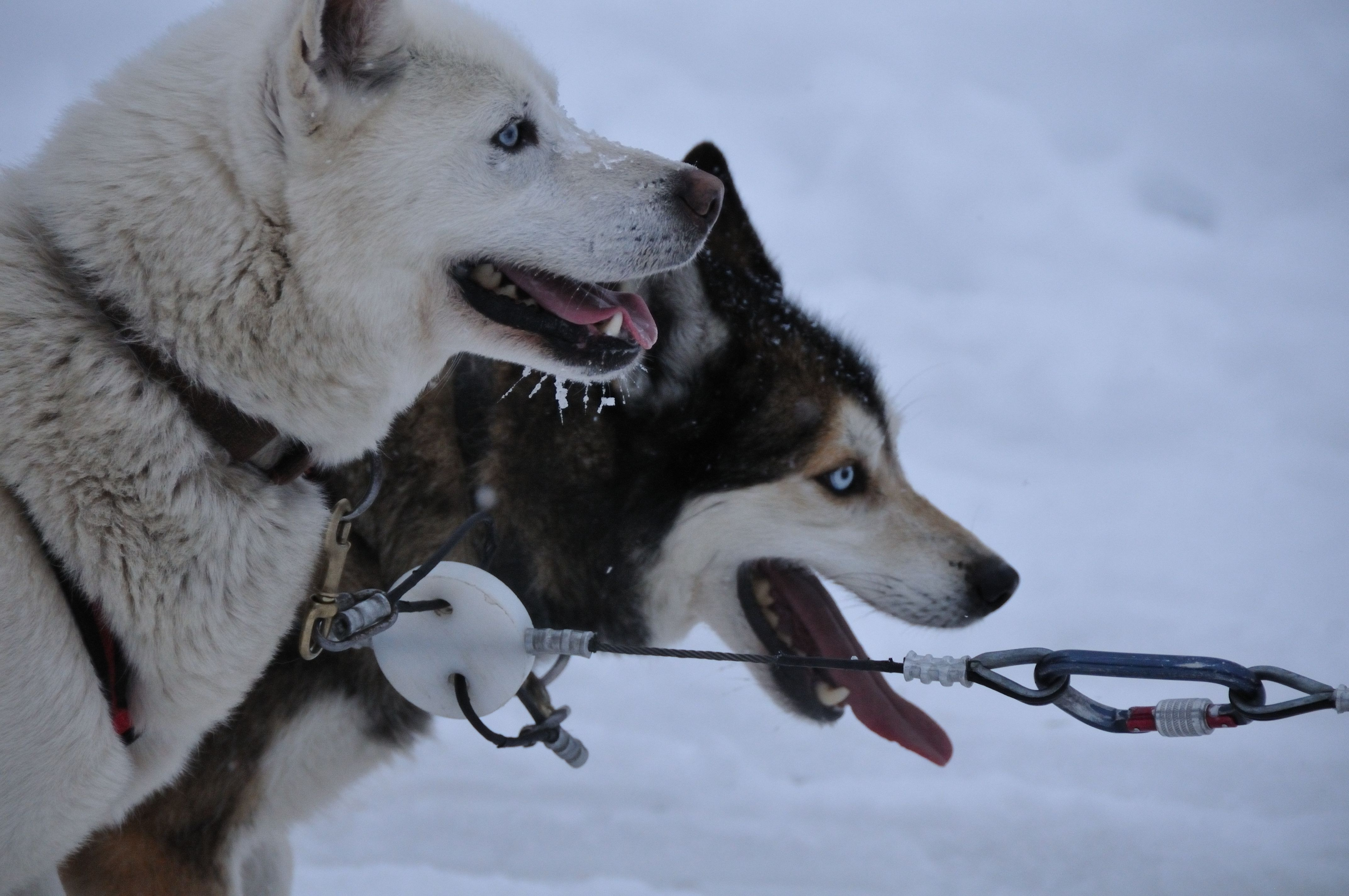
Dos perros esquimales siberianos en arnés

#### Husky siberiano
Más pequeño que el Malamute de Alaska de apariencia similar, el Husky Siberiano tira más, que un Malamute. Descendientes de los perros de trineo criados y utilizados por el pueblo nativo Chukchi de Siberia, que fueron importados a Alaska a principios del siglo XX, fueron utilizados como perros de trabajo y perros de trineo de carreras en Nome, Alaska, durante la década de 1910, dominando a menudo el sorteo All-Alaska.  Más tarde, fueron ampliamente criados por mushers recreativos y aficionados a los perros de exhibición en los Estados Unidos y Canadá como el Husky Siberiano, después de la popularidad obtenida desde la carrera del suero en 1925 a Nome .  Los siberianos están 510–600 mm, pesan entre 16 y 27 kg (16–23 kilogramos para hembras, 20–27 kilogramos para machos),  y han sido criados selectivamente tanto por su apariencia como por su capacidad de tracción. Todavía hoy en día los mushers competitivos, recreativos y guías turísticos los utilizan regularmente como perros de trineo. 

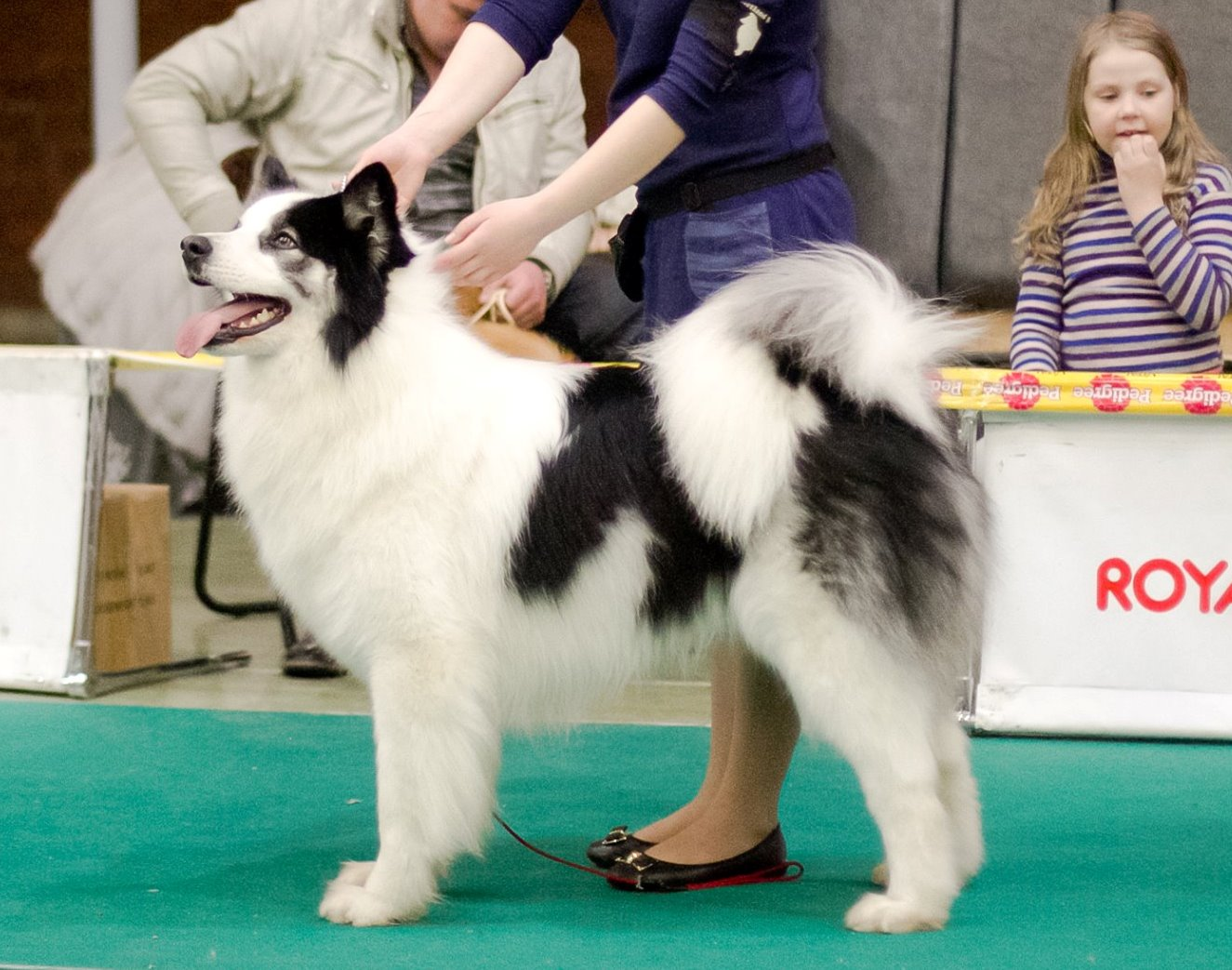
Laika yakutiana

#### Laika yakutiana
El Laika de Yakutia (en ruso: Якутская лайка) es una antigua raza de perro de trabajo que se originó en la costa ártica de la República de Sajá (Yakutia) . En términos de funcionalidad, los Laikas de Yakutia son un laika de trineo que pueden pastorear, cazar y transportar carga. El Laika de Yakutia está reconocido por la Fédération Cynologique Internationale (FCI)  y el Foundation Stock Service del AKC.  El Yakutian Laika es un perro de tamaño mediano, fuerte y compacto, con músculos poderosos y doble pelaje grueso para soportar las duras temperaturas del Ártico.  Eran el perro preferido del explorador polar ruso Georgy Ushakov, quien los apreciaba por su resistencia y versatilidad, ya que podían cazar focas y osos polares, así como transportar trineos a lo largo de miles de kilómetros.

### Otras razas
Se han utilizado como perros de trineo numerosas razas de perros que no son de trineo. Caniches,  Setters irlandeses, Bracos alemanes de pelo corto, Labrador Retriever, Golden Retriever,  Terranova, Chow Chow y San Bernardo  se han utilizado para tirar de trineos en el pasado.

## Campeonatos mundiales
FSS celebró el primer Campeonato Mundial en Saint Moritz, Suiza en 1990 con clases únicamente de Sled Sprint (10 perros, 8 perros y 6 perros) y Skidog Pulka para machos y hembras. 113 competidores llegaron a las rampas de salida para conmemorar la trascendental ocasión. Al principio los Campeonatos del Mundo se celebraban cada año, pero después de los eventos de 1995, se decidió celebrarlos cada dos años, lo que facilitó el proceso de licitación y permitió a la organización anfitriona tener más tiempo para prepararse. 

## Perros de trineo famosos

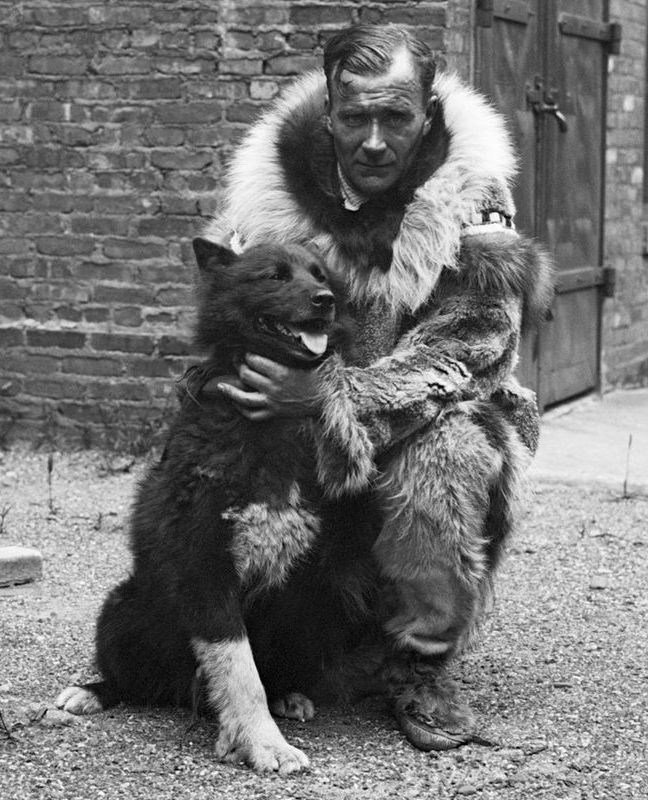
Gunnar Kaasen con Balto.

### Balto
Balto era el perro guía del equipo de perros de trineo que transportaba el suero de difteria en el último tramo del relevo a Nome durante la epidemia de difteria de 1925.  Lo conducía el musher Gunnar Kaasen, que trabajaba para Leonhard Seppala.  Seppala también había criado a Balto. 
En 1925, 10 meses después de que Balto completara su carrera,  se erigió una estatua de bronce en su honor en Central Park, cerca del Zoológico Infantil Tisch.  La estatua fue esculpida por Frederick George Richard Roth.  Los niños suelen trepar a la estatua para fingir que viajan sobre el perro.  La placa en la base de la estatua dice "Resistencia · Fidelidad · Inteligencia".  El cuerpo de Balto fue disecado después de su muerte en 1933 y está en exhibición en el Museo de Historia Natural de Cleveland .
En 1995, se estrenó una película animada de Universal Pictures basada libremente en él, Balto.

### Togo

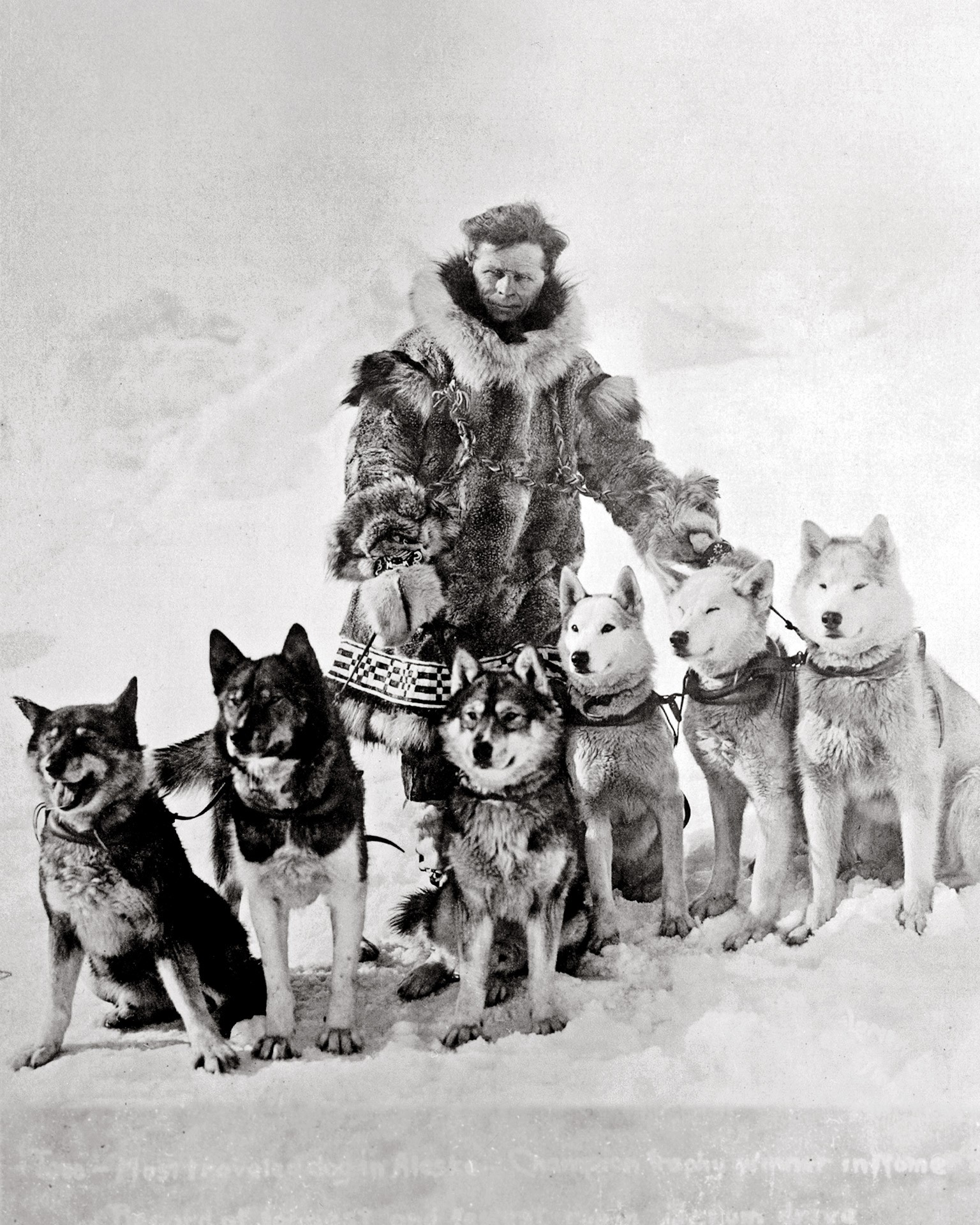
Togo es el primero por la izquierda en esta foto con su dueño, Leonhard Seppala.

Togo fue el perro de trineo líder de Leonhard Seppala y su equipo de trineos tirados por perros en la carrera del suero de 1925 hacia Nome a través del centro y norte de Alaska. Seppala consideraba a Togo como el mejor perro de trineo y perro guía de su carrera de mushing, y de esa época en Alaska, y afirmó en 1960: "Nunca tuve un perro mejor que Togo. Su resistencia, lealtad e inteligencia no se podían mejorar. Togo fue el mejor perro que jamás haya recorrido el sendero de Alaska". 
Katy Steinmetz en la revista Time nombró a Togo como el animal más heroico de todos los tiempos, y escribió que “el perro al que a menudo se le atribuye haber salvado la ciudad es Balto, pero casualmente corrió el último tramo de 55 millas de la carrera. El perro de trineo que hizo la mayor parte del trabajo fue Togo. Su viaje, plagado de tormentas blancas, fue el más largo con 200 millas e incluyó una travesía a través del peligroso Norton Sound, donde salvó a su equipo y a su conductor en un valiente nado a través de témpanos de hielo”. 
Togo se convertiría en uno de los perros fundadores de las líneas de perros de trineo siberianos y, finalmente, incluiría la raza registrada Husky siberiano. 
En 2019, Walt Disney Pictures estrenó Togo, una película protagonizada por Willelm Dafoe como Leonard Seppala. 

### Taro y Jiro
En 1958, una desafortunada expedición de investigación japonesa a la Antártida realizó una evacuación de emergencia, dejando atrás a 15 perros de trineo. Los investigadores creyeron que un equipo de socorro llegaría dentro de unos días, por lo que dejaron a los perros encadenados afuera con una pequeña provisión de comida; sin embargo, el clima empeoró y el equipo nunca llegó al puesto de avanzada. Un año después, llegó una nueva expedición y descubrió que dos de los perros, Taro y Jiro, habían sobrevivido. 
La raza ganó popularidad tras el estreno de la película Nankyoku Monogatari de 1983. Una segunda película de 2006, Eight Below, proporcionó una versión ficticia del suceso, pero no hizo referencia a la raza. En cambio, la película presenta sólo ocho perros: dos Malamute de Alaska y seis Huskies siberianos. 